# 衝撃デリバリー
衝撃デリバリー（しょうげきデリバリー）は、吉本興業東京本社（東京吉本）に所属していた日本のお笑いコンビ。2015年7月31日結成、2022年4月30日解散。

## メンバー
和田 ランダマイザ（わだ ランダマイザ、1991年6月25日 - ）（34歳）
ツッコミ担当。
- 新潟県魚沼市出身。
- 身長176 cm、体重76 kg、血液型AB型。
- 趣味および特技はサバゲー。
- 趣味は読書、ゲーム、ニコニコ動画、タバコ、パチンコ。
- 特技はボイパをキモくできること、バイク、ツーリング、農作業。
- わな狩猟免許を所持している。
- 旧芸名は、和田 僥倖（わだ ぎょうこう）。2020年8月に行われたネイチャーバーガーとのライブおよびそれに伴うアンケートの結果で、現在の芸名に改名した。
- 解散後は元ナミダバシのたくみとコンビ「超平和万博」を結成。

かつやま（1994年4月16日 - ）（31歳）
ボケ担当。
- 群馬県高崎市出身。東京農業大学第二高等学校卒業、東京農業大学中退。
- 身長175 cm、体重75 kg、血液型A型。
- 本名および旧芸名は、杉本 佳津山（すぎもと かつやま）。2021年8月、活動上の混乱を避けることを理由に自身のTwitter上で新しい芸名のアンケートを実施、結果を受けて「かつやま」に改名した。
- 趣味および特技は、パスタ作り（50種類以上）。
- 趣味は、プロレス鑑賞、TWICE、NiziU、サウナ、焼き鳥、お酒。
- 特技は、居酒屋バイトあるある（TikTok1億再生突破）、お腹首から下でクレヨンしんちゃんを表現すること、目隠しした状態で相方の身体の部位の臭いを当てること、農作業。
- 和田と同様に、わな狩猟免許を所持している。
- 「衝撃デリバリー」解散後は、芸名を「頑張るかつやま」に変更しピン芸人として活動していたこともあった。その後、「かつやま」として村田大樹（元・赤もみじ）とコンビ「とんかつ街道」を結成。2024年3月フリーで活動していた村田が吉本興業に所属となり、コンビ名を「ド桜」に変更し正式コンビとなった。

## 概要
NSC東京校21期出身。NSC在学時にコンビを結成。コンビ名の「デリバリー」は、当時和田がピザ屋で配達のアルバイトをしていたことに由来する。
2017年より1年間、「農業で住みます芸人」として宮城県仙台市太白区坪沼に移住して神社の社務所に住み込みで活動。
M-1グランプリでは2019年に3回戦進出、2020年は2回戦進出。2021年3月、神保町よしもと漫才劇場の決勝バトル「頂〜鳥〜」で優勝を果たし、劇場のトップである花クラスへの所属が決定。
主に漫才を演じる。結成当初はボケとツッコミが逆であったが、入れ替えたことで劇場での評価も高まった。

## 賞レースなどでの戦績

### M-1グランプリ
| 年（回）         | 結果      | エントリー No. | 会場                   | 日時     |
| ---------------- | --------- | -------------- | ---------------------- | -------- |
| 2015年（第11回） | 1回戦進出 | 602            | 新宿シアターモリエール | 8月27日  |
| 2016年（第12回） | 2回戦進出 | 457            | 雷5656会館ときわホール | 10月13日 |
| 2017年（第13回） | 2回戦進出 | 2561           | 雷5656会館ときわホール | 10月4日  |
| 2018年（第14回） | 2回戦進出 | 3510           | 雷5656会館ときわホール | 10月4日  |
| 2019年（第15回） | 3回戦進出 | 1427           | ルミネtheよしもと      | 11月4日  |
| 2020年（第16回） | 2回戦進出 | 1694           | よしもと有楽町シアター | 11月4日  |
| 2021年（第17回） | 3回戦進出 | 362            | よしもと有楽町シアター | 11月1日  |

### キングオブコント
| 年（回） | 結果      | 会場             | 日時    |
| -------- | --------- | ---------------- | ------- |
| 2018年   | 1回戦敗退 | シアターブラッツ | 7月26日 |
| 2021年   | 2回戦進出 | 南大塚ホール     | 7月21日 |

## 出演
- あの人が「いいね」した一般人（テレビ朝日、2020年5月19日(18日深夜)[17]） - かつやまのみ
- お笑いの日2020『ザ・ベストワン』（TBS、2020年9月26日[18]）
- ザ・細かすぎて伝わらないモノマネ（フジテレビ、2020年12月12日[19]） - かつやまのみ
- 東野・岡村の旅猿 プライベートでごめんなさい…（日本テレビ、2021年1月28日(27日深夜)[20]） - 和田のみ
- ダウンタウンのガキの使いやあらへんで!（日本テレビ、2021年1月31日[4]）
- JOYのASOBU-TV JOYnt!（群馬テレビ、2021年6月9日[21]）
- 千鳥のクセがスゴいネタGP（フジテレビ、2022年1月27日）